# Rocquigny (Ardennes)
Rocquigny ist eine französische Gemeinde mit 652 Einwohnern (Stand: 1. Januar 2022) im Département Ardennes in der Region Grand Est (vor 2016 Champagne-Ardenne); sie gehört zum Arrondissement Rethel und zum Kanton Signy-l’Abbaye.
Zur Gemeinde gehören die früher eigenständigen Ortschaften La Hardoye, Mainbressy und Mainbresson.

## Geographie
Rocquigny liegt etwa 38 Kilometer nordnordöstlich von Reims. Umgeben wird Rocquigny von den Nachbargemeinden Résigny im Nordwesten und Norden, Le Fréty im Norden, Saint-Jean-aux-Bois im Nordosten, La Romagne im Osten, Chaumont-Porcien im Süden und Südwesten, Rubigny, Vaux-lès-Rubigny und Raillimont im Westen, Rouvroy-sur-Serre im Westen und Nordwesten sowie Grandrieux im Nordwesten.

## Bevölkerungsentwicklung
| 1962                       | 1968 | 1975 | 1982 | 1990 | 1999 | 2006 | 2019 |
| -------------------------- | ---- | ---- | ---- | ---- | ---- | ---- | ---- |
| 539                        | 541  | 896  | 854  | 775  | 755  | 748  | 682  |
| Quellen: Cassini und INSEE |      |      |      |      |      |      |      |

## Bauwerke
- Kirche Saint-Christophe
- Kirche Saint-Urbain in La Hardoye
- früheres Rathaus von Mainbressy
- Gutshof

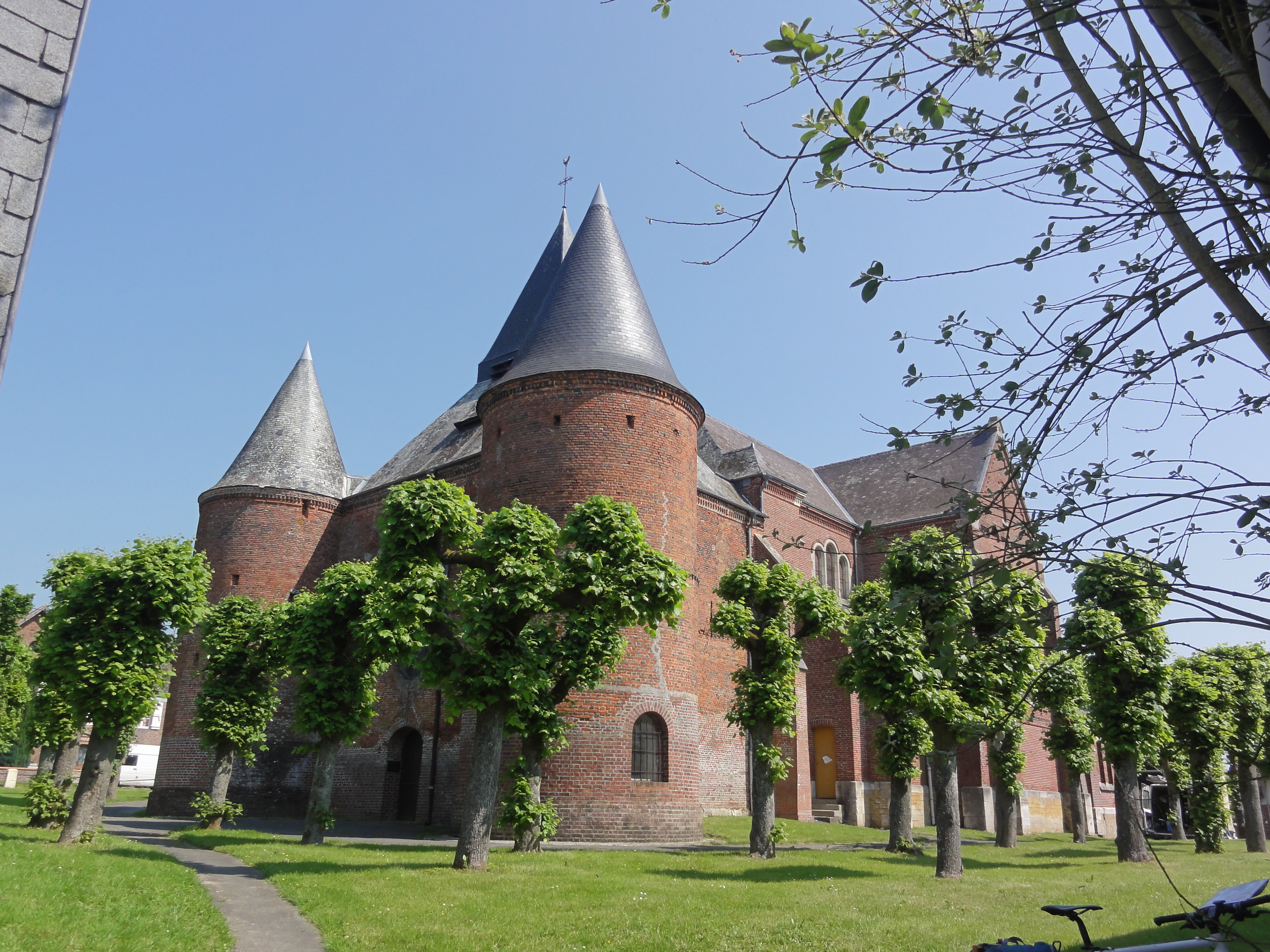
Wehrkirche Saint-Christophe
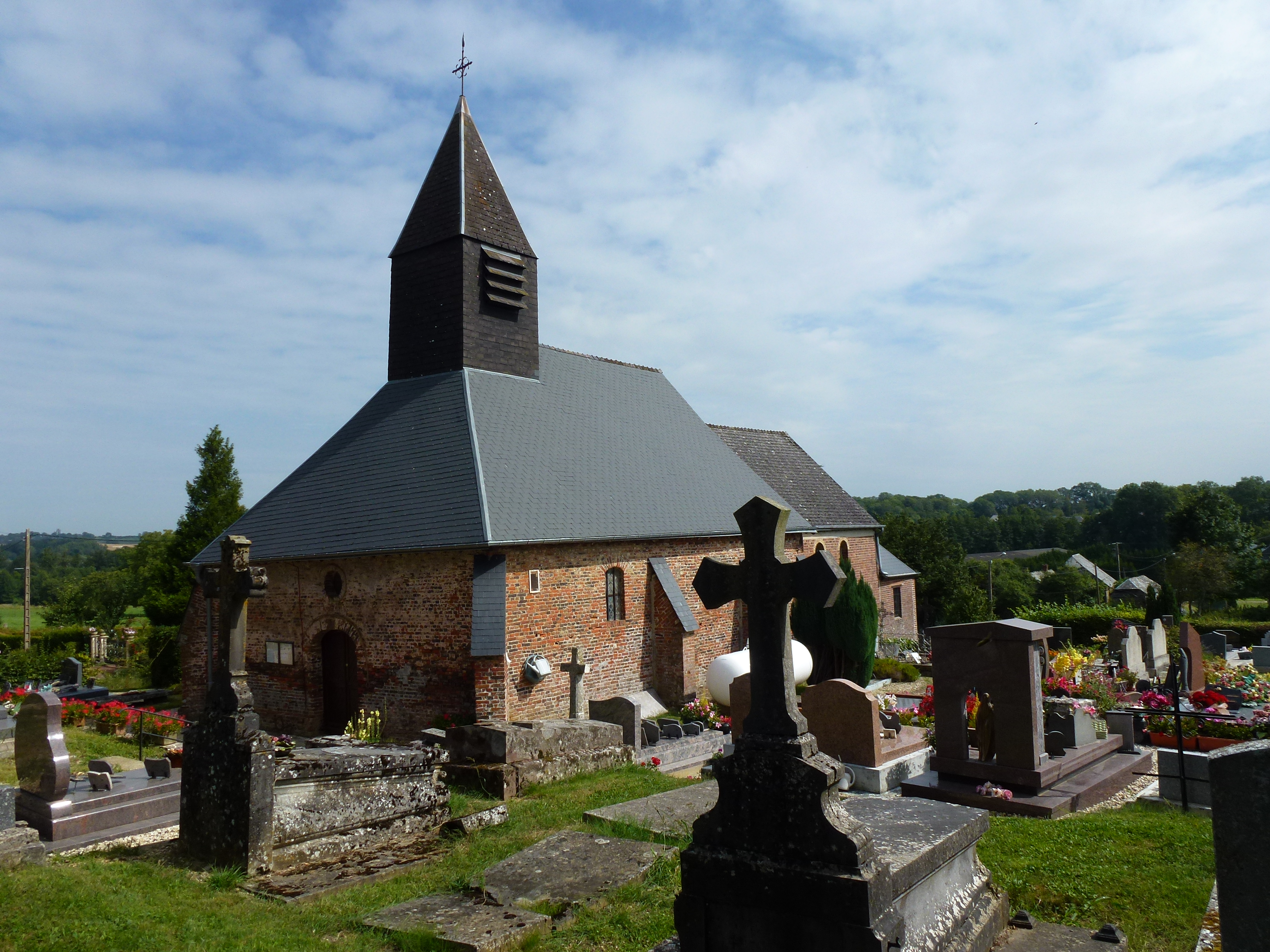
Kirche Saint-Urbain
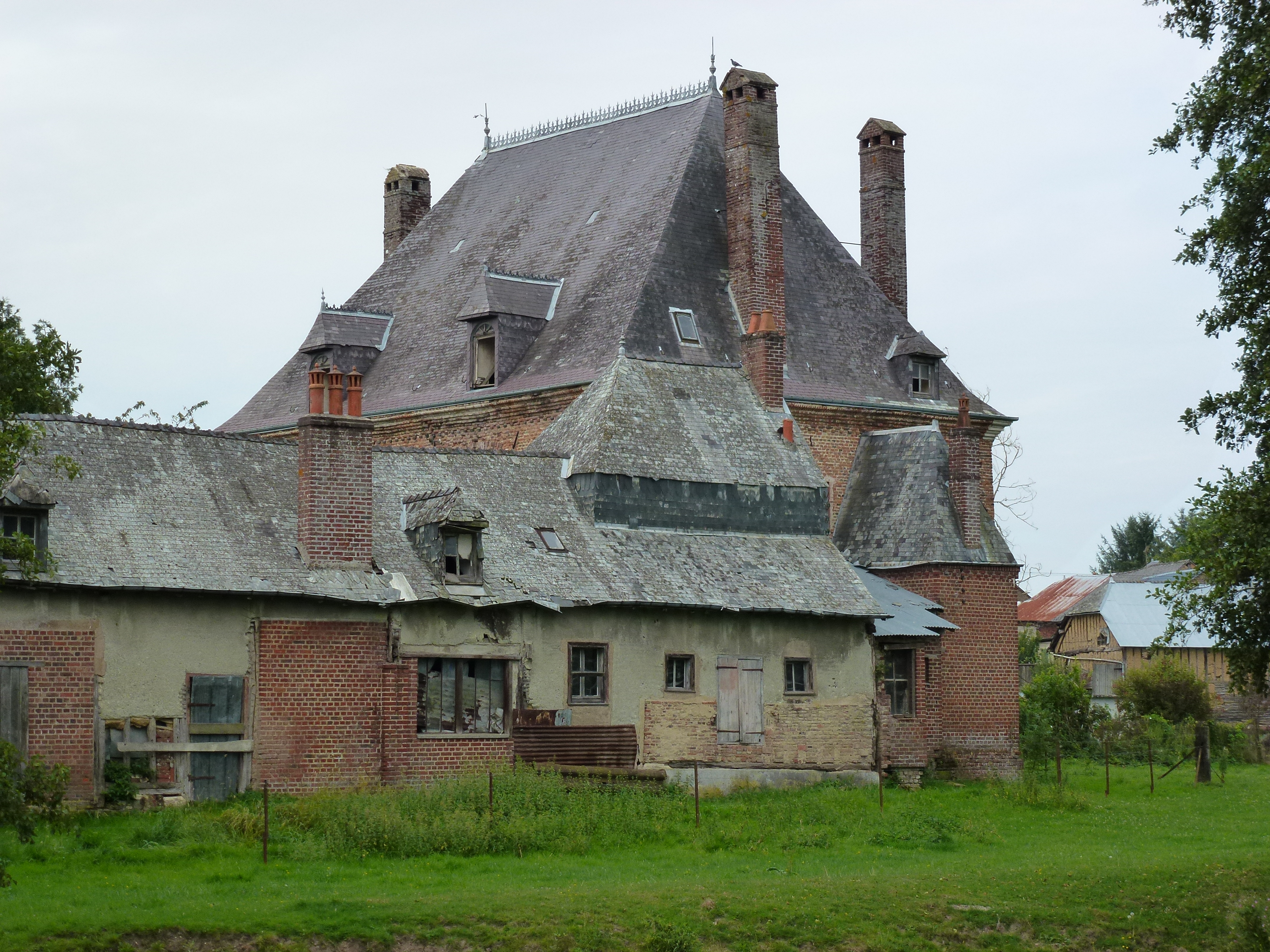
Gutshof
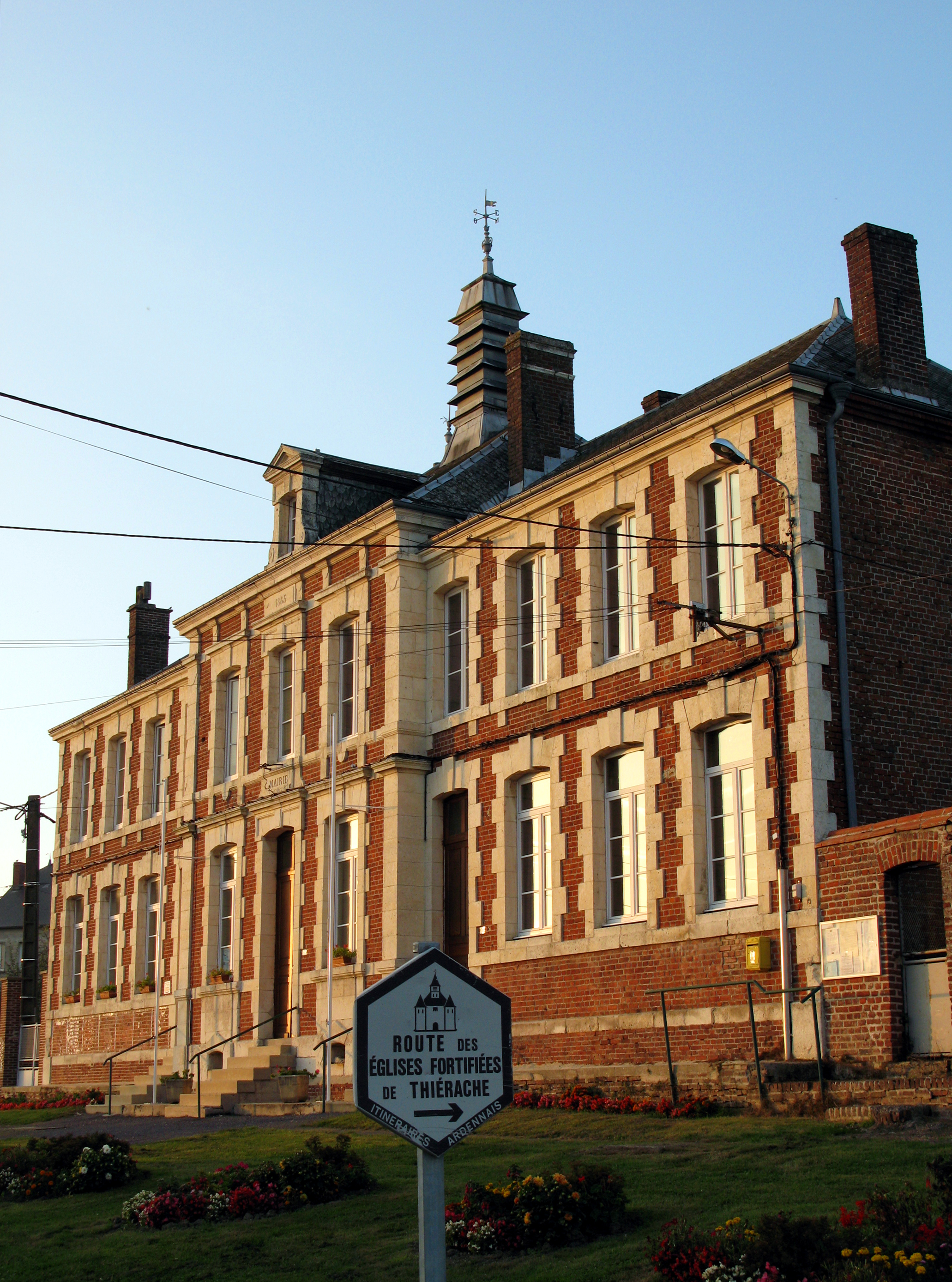
Früheres Rathaus von Mainbressy

## Persönlichkeiten
- Jean-François Pierret (1738–1796), Jurist und Politiker